# Герб Кирсанова
Герб города Кирса́нова — городского округа Тамбовской области Российской Федерации.
Герб города Кирсанова утверждён решением Кирсановского городского Совета народных депутатов от 19 сентября 2018 года № 395 «Об официальном символе (гербе) города Кирсанова Тамбовской области».
Герб внесён в Государственный геральдический регистр Российской Федерации с присвоением регистрационного номера № 1403.

## Описание герба
«В лазоревом поле два сидящих на зелёной земле сообращённых золотых травника».

Для обозначения региональной принадлежности и административного статуса герб города Кирсанова может воспроизводиться со следующими дополнительными элементами:
 — вольной частью в виде четырехугольника, примыкающего изнутри к верхнему правому углу герба города Кирсанова с воспроизведёнными в нём фигурами из герба Тамбовской области;
 — короной, соответствующей статусу городского округа.
Дополнительные элементы герба города Кирсанова могут воспроизводиться одновременно. Воспроизведение вольной части осуществляется в соответствии со статьей 4 Закона Тамбовской области от 27 марта 2003 г. № 108-З «О гербе Тамбовской области». Корона воспроизводится согласно Методическим рекомендациями по разработке и использованию официальных символов муниципальных образований (Раздел 2, Глава VIII, пункты 45, 46), утверждёнными Геральдическим Советом при Президенте Российской Федерации 28.06.2006 года.

## Обоснование символики герба
Герб города Кирсанова воссоздан на основе исторического герба уездного города Кирсанова, Высочайше утвержденного Указом Екатерины II 16 августа (27 августа по новому стилю) 1781 года. Описание исторического герба гласит: «Две птицы, именуемые травники, в голубом поле, в знак того, что оных в окрестностях сего города изобильно».
Примененные в гербе цвета символизируют:
 — лазурь (синий цвет) — символ возвышенных устремлений, искренности, преданно-сти, возрождения;
 — зеленый цвет — символ жизни, молодости, природы, роста;
 — золото (желтый цвет) — символ высшей ценности, величия, изобилия, урожая.

## История герба
16 августа 1781 года императрицей Екатериной II вместе с другими гербами городов Тамбовского наместничества был Высочайше утверждён герб города Кирсанова (ПСЗРИ, 1781, Закон № 15210).
Подлинное описание герба уездного города Кирсанова гласило: 

«Двѣ птицы, именуемыѣ травники, въ голубомъ полѣ, въ знакъ того, что оныхъ въ окрестностяхъ сего города изобильно».

В верхней части — герб Тамбовского наместничества. 
В 1861 году, в период геральдической реформы Кёне, был разработан проект нового герба Кирсанова (официально не утверждён):«В лазоревом щите 3 золотые птицы (травники): 2 и 1. В вольной части герб Тамбовской губернии. Щит увенчан серебряной башенной короной и окружён золотыми колосьями, соединёнными Александровской лентой».
В советское время исторический герб Кирсанова не использовался. 31 октября 2002 года Кирсановский горсовет принимал Решение «О гербе города». Но после критических замечаний Геральдического Совета этот документ был отменен.
Исторический герб Кирсанова был реконструирован и утверждён в качестве официального символа города решением Кирсановского городского Совета народных депутатов от 29 января 2004 года № 301.. 19 сентября 2018 года решением Кирсановского городского Совета народных депутатов № 395 «Об официальном символе (гербе) города Кирсанова Тамбовской области» герб города Кирсанова состоялось новое утверждение герба. Этим же решением было принято: считать утратившим силу решение Кирсановского городского Совета народных депутатов № 301 от 29 января 2004 года «О гербе города Кирсанова» (газ. «Наш Кирсанов» от 10.03.2004 г.).
Автор реконструкции герба — член Геральдического совета при Президенте РФ, председатель Гильдии геральдических художников Михаил Юрьевич Медведев, художник и компьютерный дизайн — Ольга Салова (Москва), Михаил Шелковенко (Рязань)..
Герб города был положен в основу герба Кирсановского района, утверждённого 22 мая 2008 года.